# Manuel Infante

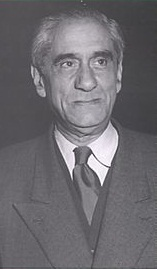

Manuel Infante Buera (Osuna, 29 de julio de 1883-París, 21 de abril de 1958) fue un compositor español afincado gran parte de su vida en Francia.

## Biografía
Oriundo de Osuna, Infante estudió piano y composición con Enric Morera, y en 1909 se trasladó a París. Durante su estancia en la capital, dio numerosos conciertos interpretando obras pertenecientes al género de la música española. El componente del nacionalismo español se encuentra también en su propia obra. Sus obras más importantes las escribió para piano, de las que cabe destacar dos Suites para dos pianos y tres Danzas andaluzas. Su obra se hizo popular en gran medida gracias al esfuerzo de su paisano José Iturbi, al cual tiene dedicadas varias obras.
Manuel Infante falleció el 21 de abril de 1958 en París.